# Doncha' Think It's Time
"Doncha' Think It's Time" ("No creas que ya es tiempo")  es una canción grabada y popularizada por Elvis Presley que fue editado primeramente como disco sencillo y luego conformó el exitoso álbum compilado 50,000,000 Elvis Fans Can't Be Wrong. La canción fue compuesta por Clyde Otis y Luther Dixon.  La canción ingresó en la lista de éxitos Billboard Hot 100 en el puesto número 21 ascendiendo al puesto 15 como mejor posición y permaneciendo en la lista durante un total de 8 semanas. Más allá de su paso por las listas musicales de éxito, el disco logró la certificación de platino debido a sus ventas. 

## Grabación y ediciones
Presley registró la canción "Doncha' Think It's Time" en el estudio Radio Recorders de Hollywood (California) durante la sesión de grabación del día 1 de febrero de 1958. Ese mismo día también grabaría su popular éxito "Wear My Ring Around Your Neck" con la cual RCA editaría un sencillo que saldría a la venta en el mercado, dos meses más tarde. 
Como era ya habitué en el modo de trabajo de Presley, cuando él se comprometía con el material que iba a grabar, solía realizar varias tomas de cada canción hasta lograr la calidad de sonido que estaba buscando, un patrón de trabajo que había adquirido desde sus primeras grabaciones en RCA. En este caso Presley realizó más de cuarenta tomas del tema.  La masterización para el sencillo de "Doncha' Think It's Time" se obtuvo a partir de las tomas 40, 47 y 48 mientras que para el álbum 50,000,000 Elvis Fans Can't Be Wrong: Elvis' Gold Records – Volume 2 se utilizó solamente la toma 40.

### Personal
- Elvis Presley - voz
- Hilmer J. “Tiny” Timbrell - guitarra rítmica
- Scotty Moore - guitarra solísta
- Bill Black - contrabajo
- Dudley Brooks - piano
- D. J. Fontana - batería
- The Jordanaires - coros [2][4]

## Éxito de ventas
Tanto el sencillo "Wear My Ring Around Your Neck" / "Doncha' Think It's Time" como el álbum 50,000,000 Elvis Fans Can't Be Wrong: Elvis' Gold Records – Volume 2 se convirtieron en éxito de ventas con más de 1 millón de copias vendidas por cada una de las ediciones y alcanzando ambos la certificación de disco de platino por la RIAA. 

## Tributo
El cantante californiano Chris Isaak, un reconocido fan de Elvis Presley, que ha realizado diversas interpretaciones de canciones popularizadas por Elvis a lo largo de su carrera musical, realizó una versión del tema "Doncha' Think It's Time" en 2011 para su álbum Beyond the Sun donde además incorporó otras canciones más del rey del rock and roll.

## Listas
| Listas (1958)     | Posición alcanzada |
| ----------------- | ------------------ |
| Billboard Hot 100 | 15                 |
| Canadá            | 10                 |